# Ekologija populacije
Ekologija populacije ali populacijska ekologija je pomembno področje ekologije, ki se ukvarja z dinamiko populacij vrst in kako te populacije vplivajo na okolja, v katerih delujejo. Prvi članek iz tega področja  se je pojavil že leta 1952 v reviji Society. Ekologija populacije se ukvarja s preučevanjem skupin organizmov, ki živijo v istem času in prostoru. Thomas Malthus je avtor zakona o rasti prebivalstva, ki ga smatramo za prvi zakon področju ekologije populacije. Zakon pa se glasi tako:
....populacija se bo eksponentno povečevala ali zmanjševala, dokler bo okolje posameznikov v populaciji ostalo nespremenjeno.
Ta predpostavka v teoriji populacijske ekologije daje podlago za oblikovanje napovedanih teorij in eksperimentov. Povsem poenostavljeni modeli za spreminjanje števila populacije so rojstvo, smrt, priseljevanje in izseljevanje. Za izračun sprememb populacije v demografiji in razvoju se uporabljajo matematične metode tako imenovane ničelne hipoteze. Pojavijo se lahko matematično zelo zapleteni modeli, kadar gre za več konkurenčnih hipotez, ki temeljijo na podobnih podatkih. V zaprtih sistemih, v katerih ne prihaja do priseljevanje in izseljevanja, pa je stopnja sprememb v populaciji opisana takole:
{\displaystyle dN/dT=R-U=bN-dN=(b-d)N=rN},
V zgornji formuli predstavlja N skupno številko posameznikov v populaciji, B pomeni število rojstev, U predstavlja število umrlih posameznikov v populaciji, b in d rodnost in umrljivost na prebivalca in r sprememba velikosti populacije glede na prebivalca. Ta formula predstavlja stopnjo spremembe v populaciji (dN/dT), kar pomeni rodnost minus umrljivost (B - D).
Malthusov model računanja rasti populacije pa se je kasneje preoblikoval v znan matematični model logistična enačba.
{\displaystyle dN/dT=aN(1-N/K)},
V tej formuli pomeni N gostoto biomase na prebivalca in predstavlja največjo stopnjo spremembe, a je največja stopnja spremembe na prebivalca, inK je nosilnost prebivalstva. Formula predstavi stopnjo sprememb v populaciji (dN / dT) in je enako rast (aN), a je omejena z nosilnostjo (1-N / K) . Populacijska ekologija s temi osnovnimi matematičnimi principi raziskuje spreminjanje realnih populacij. Področje ekologije populacije pogosto uporablja podatke o življenjskem krogu in matrične algebre za izdelavo projekcije matrike rodnosti na število prebivalcev. Te informacije se uporabljajo tudi za določanje števila prosto živečih živali in določanje kvot pridelka.

## Ekološke študije
Pomemben koncept v populacijski ekologiji je teorija izbire r/K. Prva spremenljivka je r (stopnja naravnega prirastka v velikosti populacije), druga spremenljivka pa je K (nosilnost populacije, odvisna od gostote).  Vrsta z r-strategijo (na primer mnoge skupine žuželk, kot so listne uši) ima visoko stopnjo plodnosti, nizko raven starševske skrbi za potomce in visoko umrljivost posameznikov preden ti dosežejo zrelost. Pri vrstah z r-strategijo gre evolucija v smer produkcije številčnih potomcev. V nasprotju s tem je skupina s K-strategijo. Ta ima nizko stopnjo plodnosti, visoko starševsko skrb in veliko vlaganja v potomce ter nizko stopnjo smrtnosti v mladosti (npr. človek). Vrsta s K-strategijo je učinkovitejša pri izrabi virov za rast populacije.
Populacijo so prav tako preučevali s pomočjo koncepta metapopulacije. Ta metoda je bila predstavljena že leta 1969. Metapopulacija je poenostavljen model krajine na različni kakovostni stopnji. Migranti se gibljejo med lokacijami in so strukturirana metapopulacija ter delujejo kot pribežališče ali izhodišče. Izhodišča so učinkovita spletna mesta, ki ustvarjajo sezonsko oskrbo migrantov na druge lokacije. V terminologiji metapopulacije so izseljenci posamezniki, ki so zapustili izhodišče. Priseljenci pa so posamezniki, ki se premikajo v pribežališče.
Metapopulacija naj bi preučevala dinamiko izseljevanja in priseljevanja in dajala odgovore na demografska vprašanja. Struktura metapopulacije se razvija iz leta v leto, saj je odvisna tudi od gospodarskih in kulturnih sprememb.
Ekologi uporabljajo veliko računalniških modelov in terenskih študij za spremljanje razvoja metapopulacije.
Starejši izraz, avtekologija (iz grščine: αὐτο,avto, »sebe«; οίκος, oikos, »gospodinjstvo« in λόγος, logos, »znanje«) se nanaša na področje študij, ki prihajajo iz razdelitve ekologije. Gre za študije skupin organizmov v zvezi z okoljem ali ekologijo skupnosti.
Razvoj ekologije populacije temelji predvsem na demografskih podatkih in uporabi aktuarske življenjske tabele. Ekologija populacije je imela in ima pomembno vlogo pri razvoju varstvene biologije na področju razvoja prebivalstva (PVA). Z njo je mogoče napovedati verjetnost vztrajanja vrst habitatov na določeni lokaciji (življenjske vrste v narodnih parkih).
Pri ekologiji populacije se delajo predvsem študije populacijske dinamike. Njene metode temeljijo na  matematičnih oz. statističnih modelih in formulah.

## Znanstvena literatura
Znanstveno literaturo najdemo v The Journal of Animal Ecology, Oikos in podobnih znanstvenih publikacijah.